# Barelić
Barelić es un pueblo ubicado en el territorio de Vranje, en el distrito de Pčinja, Serbia.

## Superficie
Posee una superficie de 4,910 kilómetros cuadrados.

## Demografía
Hasta 2011 la población era de 145 habitantes, con una densidad de población de 29,53 habitantes por kilómetro cuadrado.